# アレッサンドロ・バストーニ
アレッサンドロ・バストーニ（Alessandro Bastoni, 1999年4月13日 - ）は、イタリア・カザルマッジョーレ出身のサッカー選手。イタリア代表。セリエAのインテル・ミラノ所属。ポジションはDF（CB）。

## 経歴

### キャリア初期
アタランタBCのユース出身で、2016年11月30日にコッパ・イタリア4回戦・ペスカーラ戦でトップチームデビューした。2017年1月22日、セリエA21節・サンプドリア戦で同じ1999年生まれのフィリッポ・メレゴーニとともに先発出場したが、1999年生まれの2選手を同時に先発起用したのは、ヨーロッパの5大リーグで初めてであった。

### インテル・ミラノ時代
2017年8月31日、同じセリエAのインテルナツィオナーレ・ミラノに移籍した。2019年6月までの2年間はレンタルの形でアタランタでプレーを続ける。2018年8月7日、パルマ・カルチョにレンタル移籍。
2019-20シーズン開幕前、レンタルバックでインテルへ復帰。2019年9月28日のUCサンプドリア戦で先発出場しインテルでの公式戦デビューを果たした。ミラン・シュクリニアル、ディエゴ・ゴディン、ステファン・デ・フライと実力者が揃うDF陣の中でアントニオ・コンテ監督の信頼を掴み3バックの4番手として出場機会を得ていたが、シーズン終盤にはディエゴ・ゴディンのポジションを奪いレギュラーに定着した。結果的にリーグ戦25試合に出場し、3ゴールと1アシストも記録した。
2020-21シーズンは、開幕から3バックの左でプレーし、デ・フライ、シュクリニアルと守備陣を形成。リーグ戦33試合3アシストでセリエA優勝に貢献した。セリエAの年間ベストイレブンにも選出された。
2021-22シーズンは、リーグ戦31試合に出場し1ゴール3アシストを記録した。
2023年7月5日、インテルと2028年6月末までの新契約を結んだ。
2022-23シーズンには、リーグ戦29試合に出場し2アシストを記録した。UEFAチャンピオンズリーグでも3アシストを記録し、準優勝に貢献した。この活躍が認められ、CLベストイレブンに選出された。
2023-24シーズンは、リーグ戦28試合1ゴール3アシストを記録。強豪との試合が続く中で行われた第24節、ASローマ戦でゴールを決めるなどし、自身2度目のセリエA優勝に貢献、そのシーズンの最優秀DFに選ばれた。

### 代表
2020年8月28日にイタリア代表の初招集を受けたが、筋肉の負傷により途中離脱となった。しかし、同年11月11日にアルテミオ・フランキで行われたエストニアとの親善試合では先発に名を連ね、代表デビューを果たした。
2024年6月5日、UEFA EURO 2024の最終メンバーに選出された。グループステージ初戦のアルバニア戦では、1点ビハインドで迎えた前半10分にロレンツォ・ペッレグリーニからのクロスを頭で押し込み同点弾を決めた。

## 個人成績

### クラブ
2023-24シーズン終了時点
| クラブ            | シーズン     | リーグ戦       | リーグ戦 | リーグ戦 | コッパ・イタリア | コッパ・イタリア | 国際大会 | 国際大会 | その他 | その他 | 合計 | 合計 |
| クラブ            | シーズン     | ディヴィジョン | 出場     | 得点     | 出場             | 得点             | 出場     | 得点     | 出場   | 得点   | 出場 | 得点 |
| ----------------- | ------------ | -------------- | -------- | -------- | ---------------- | ---------------- | -------- | -------- | ------ | ------ | ---- | ---- |
| アタランタ        | 2016-17      | セリエA        | 3        | 0        | 1                | 0                | -        | -        | -      | -      | 4    | 0    |
| アタランタ (loan) | 2017-18      | セリエA        | 4        | 0        | 1                | 0                | 0        | 0        | -      | -      | 5    | 0    |
| アタランタ (loan) | クラブ通算   | クラブ通算     | 7        | 0        | 2                | 0                | 0        | 0        | 0      | 0      | 9    | 0    |
| パルマ (loan)     | 2018-19      | セリエA        | 24       | 1        | 0                | 0                | -        | -        | -      | -      | 24   | 1    |
| インテル          | 2019-20      | セリエA        | 25       | 2        | 3                | 0                | 5        | 0        | -      | -      | 33   | 2    |
| インテル          | 2020-21      | セリエA        | 33       | 0        | 2                | 0                | 6        | 0        | -      | -      | 41   | 0    |
| インテル          | 2021-22      | セリエA        | 31       | 1        | 4                | 0                | 8        | 0        | 1      | 0      | 44   | 1    |
| インテル          | 2022-23      | セリエA        | 29       | 0        | 4                | 0                | 12       | 0        | 1      | 0      | 46   | 0    |
| インテル          | 2023-24      | セリエA        | 28       | 1        | 1                | 0                | 7        | 0        | 1      | 0      | 37   | 1    |
| インテル          | クラブ通算   | クラブ通算     | 146      | 4        | 14               | 0                | 38       | 0        | 3      | 0      | 201  | 4    |
| キャリア通算      | キャリア通算 | キャリア通算   | 177      | 5        | 16               | 0                | 38       | 0        | 3      | 0      | 235  | 5    |

### 代表
出場大会
- U-17イタリア代表

2016年 - UEFA U-17欧州選手権2016（グループステージ敗退）
- U-21イタリア代表

2019年 - UEFA U-21欧州選手権2019（グループステージ敗退）
- イタリア代表

2021年 - UEFA EURO 2020（優勝）
2024年 - UEFA EURO 2024（ベスト16）
試合数
2024年6月15日現在
- 国際Aマッチ 24試合2得点（2020年 - ）

| イタリア代表 | 国際Aマッチ | 国際Aマッチ |
| 年           | 出場        | 得点        |
| ------------ | ----------- | ----------- |
| 2020         | 3           | 0           |
| 2021         | 6           | 0           |
| 2022         | 8           | 1           |
| 2023         | 4           | 0           |
| 2024         | 3           | 1           |
| 通算         | 24          | 2           |

得点
| # | 開催日        | 開催地                                     | 対戦国     | スコア | 結果 | 大会                          |
| - | ------------- | ------------------------------------------ | ---------- | ------ | ---- | ----------------------------- |
| 1 | 2022年6月14日 | メンヒェングラートバッハ、ボルシア・パルク | ドイツ     | 2-5    | 2-5  | UEFAネーションズリーグ2022-23 |
| 2 | 2024年6月15日 | ドルトムント、ジグナル・イドゥナ・パルク   | アルバニア | 1-1    | 2-1  | UEFA EURO 2024                |

## タイトル

### クラブ
インテル
- セリエA：2回（2020-21, 2023-24）
- コッパ・イタリア：2回（2021-22, 2022-23）
- スーペルコッパ・イタリアーナ：3回（2021-22, 2022-23, 2023-24）

### 代表
イタリア代表
- UEFA欧州選手権：1回 （2021）

### 個人
- セリエA年間最優秀DF：1回（2023-24）
- セリエA年間ベストイレブン：1回（2020-21）
- UEFAチャンピオンズリーグ年間ベストイレブン：1回（2022-23）

## プレースタイル
190cmの長身ながら高い足元の技術を誇っており、正確なフィードや機を見たドリブルでの持ち運びでビルドアップ時に大きな存在感を放つ。トップデビュー後は一対一で見せる脆さを度々指摘されていたが、コンテ監督の下で急成長。自分のポジションを離れての守備も得意としており、ボールロスト直後に敵陣でボールを回収する場面を何度も見せている。やや体の線は細いが、空中戦も不得手とせず。（2020年10月）

## 人物
- バストーニはイタリア北部クレモーナ県の人口わずか3000人の町、ピアーデナで少年時代を過ごし、近所の子どもたちと一緒に、教会の施設でサッカーを始めた。幼い頃の自身については「僕はかなりおとなしい子だったので、サッカーチームに入って同世代の子たちと上手くやっていくのは難しかった。だから学校の友だちと一緒に、教会の施設でサッカーを始めたんだ。バスケットボールも好きだった。バスケを通じてたくさんの友だちとも知り合い、その1人がブレシアでプレーする（イタリア代表の）アメデオ・デラ・ヴァッレ（英語版）なんだ」と語る[20]。
- アタランタ時代からインテルでも背番号「95」でプレーしているバストーニ。95を選んだ理由については「95番は1995年生まれの兄のために選んだんだ。初めてのユニフォームの背番号は、彼の生年月日にちなんだものにすると約束していた」と明かした[20]。
- 15歳の時に、幼稚園からの親友を亡くしている。そのことについて「娘の名前はアッズーラ・ネーラ（インテルのチームカラーである青・黒）にしようかとも考えていたが、アッズーラ・アニェーゼに決めた。アニェーゼは、幼稚園の頃からの親友の名前なんだ。U-16イタリア代表のノルウェー遠征中に父から彼女が亡くなったことを知らされた。当時は15歳だったし、強い衝撃を受けた。今でもピッチに入る前に、彼女に捧げるジェスチャーをしたり、寝る前に彼女のことを考えている」と語っている[20]。